# Mikkjal á Ryggi
Mikkjal Dánjalsson á Ryggi (født 17. oktober 1879 i Miðvágur, død 20. oktober 1956 i Tórshavn) var en færøsk lærer, forfatter og politiker (SF). Han var bosat i Gásadalur det meste af sit liv. Han var borgmester i Miðvágs kommuna 1915–1919, indvalgt i Lagtinget fra Vágar 1924–1928 og formand for Føroya Lærarafelag 1930–1933. Mikkjal á Ryggi er desuden kendt for sine mange salmer og skildringer af færøsk arbejdsliv.

## Baggrund og arbejdsliv
Mikkjal blev født i 1879 i huset í Beiti á Ryggi i Miðvágur, som søn af Marin Margretha (født Petersen) fra Sandavágur og Dánjal Pauli Michelsen fra Miðvágur. Efter opvæksten i hjembygden tog Mikkjal fat med forefaldende arbejde, både til søs og på land. Kundskabstørsten var imidlertid stor, og derfor gik han først på realskolen i Tórshavn, for derefter at drage til Danmark for at gå på folkehøjskole. Der var han i to vintre, først ved Frederiksborg Højskole 1900–1901, og senere ved Askov Højskole 1901–1902. Af færingerne blev han værdsat som boglærd, og selv om han ikke var læreruddannet, blev han i 1901 ansat som lærer i Bøur og Gásadalur. Han bosatte sig permanent i Gásadalur og måtte gå til fods når han skulle til Bøur. Han giftede sig med Bina Joensen fra Gásadalur, men de forblev barnløse. 
Mikkjal var borgmester i Miðvágs kommuna 1915–1919 og repræsenterede Sjálvstýrisflokkurin på Lagtinget 1924–1928. Han var bestyrelsesmedlem i Føroya Lærarafelag 1927–1930 og derefter formand 1930–1933. Han varetog lærerstillingen indtil 1945, da han gik af med pension. Han blev udnævnt til æresmedlem i Føroya Lærarafelag i 1948.
Mikkjal blev på sine ældre dage ramt af mange længere sygelejer, og tilbragte sine sidste elleve leveår som tuberkulosepatient ved sanatoriet Bróstsjúkrahúsið i Hoydalar. Han døde i 1956, og ligger gravlagt i Sørvágur.

## Forfatterskab
Han optrådte først som patriotisk kampdigter med fædrelandssangen "Fram, frímenn, fram frá londum", der blev skrevet i 1906, det år striden mellem Sjálvstýrisflokkurin og Sambandsflokkurin begyndte. Han skrev efterfølgende regelmæssigt i partiavisen Tingakrossur under pseudonymet "Gunnleygur".
Sædvanligvis inddeles Mikkjal á Ryggis forfatterskab i tre dele: Skildreren af færøsk arbejdsliv, skolebogforfatteren og salmedigteren. Med sine store kundskaber om alt arbejde på havet og på land skriver han om færingernes arbejdsliv på alle årstider, og den eneste erindringsbog som findes fra hans hpnd, Yrkingar fra 1954, er inddelt efter årstider. Alt i alt var han en god skildrer af færøsk hverdagsliv, påvirket af Petter Dass. Han plejede også at skrive meget på rim, men på en mundtlig og folkelig måde. Han skrev også noveller og oversatte ældre litteratur til moderne færøsk.
Mikkjal var en af dem, der ivrede mest for at få færøsk som skolesprog i stedet for dansk. Hvis dette skulle blive en realitet krævede det skolebøger på modersmålet. Mikkjal á Ryggis havde den klare opfattelse, at færøske lærere måtte tage sagen i egne hænder. Han fortsatte det arbejde som Andrias Christian Evensen, Jógvan Poulsen og Jákup Dahl havde påbegyndt, og skrev selv en lærebog i geografi, samt to i naturfag. Den sidste af de to naturfagsbøger, Fuglabókin fra 1951, er med tiden blevet et standardværk.
Han havde en stærk gudstro og er en af de store bidragsydere til den færøske salmeskat. I salmebogen Sálmabók Føroya fólks har Mikkjal digtet 75 samt oversat 40, hvilket udgør over en fjerdedel af samlingens 431 salmer. I hans salmedigtning lægges der vægt på glæde og Guds tryghed, mens mørke og sorg ikke er at finde. Ofte brugte han særfærøske begreber og beskrivelser i salmedigtningen, såsom referencer til færøsk hvalfangst og fuglefangst.
Desuden er han forfatter til Miðvinga søga fra 1940, som er et lokalhistorisk værk om bygden Miðvágur. 
Mikkjal udhuggede to vers i fjeldet ved bækken Hýsisá ovenfor barndomshjemmet i 1909:
| Citat | Vatnið vinnur harðar hellur, slættar niður fjøll. Lýggin gongur, grasið fellur, fella so vit øll. Stirnar blóðið, steðgar hjartað, legst enn maður lík, sálin í Guðs himni bjarta, livir fræls og rík. | Citat |
|       | |       |